# Port lotniczy Bangkok-Don Muang
Port lotniczy Bangkok-Don Muang (ang. Don Mueang International Airport lub Don Muang International Airport lub (Old) Bangkok International Airport, kod IATA: DMK, kod ICAO: VTBD) – do niedawna największy port lotniczy Tajlandii, położony około 24 km na północ od Bangkoku. Obecnie obsługuje ruch krajowy i czartery. Port lotniczy został oficjalnie otwarty 27 marca 1914. W 2004 obsłużył 30 mln pasażerów i był 14. najbardziej obleganym portem lotniczym świata.
28 września 2006 rolę międzynarodowego portu lotniczego Bangkoku oraz desygnację BKK przejął od portu Don Muang nowo wybudowany port lotniczy Bangkok-Suvarnabhumi. Jednak usterki nawierzchni pola wzlotów, wady konstrukcyjne i ich naprawy oraz przeciążenie ruchem pasażerskim nowego portu lotniczego Suvarnabhumi spowodowały ponowne otwarcie portu Don Muang dla ruchu krajowego i czarterowego (pod desygnacją DMK).

## Linie lotnicze i połączenia
| Linie lotnicze         | Kierunki |
| ---------------------- | --- |
| AirAsia                | Johor Bahru-Senai, Kuala Lumpur |
| Batik Air Malaysia     | Kuala Lumpur |
| China Express Airlines | Zhanjiang |
| Flexflight             | Phnom Penh |
| Indonesia AirAsia      | Denpasar, Dżakarta-Soekarno-Hatta, Kualanamu |
| JC Airlines            | Phnom Penh |
| NewGen Airways         | Changsha, Datong, Fuzhou, Guilin, Guiyang, Hefei, Hohhot, Huai'an, Linyi, Nanchang, Nanning, Wuxi, Xuzhou, Yiwu, Zhengzhou |
| Nok Air                | Buri Ram, Chiang Mai, Chiang Rai, Chumphon, Hat Yai, Ho Chi Minh, Khon Kaen, Krabi, Lampang, Loei, Mae Hong Son, Mae Sot, Nakhon Phanom, Nakhon Si Thammarat, Nan, Nantong, Nanning, Phitsanulok, Phrae, Phuket, Rangun, Ranong, Roi Et, Sakon Nakhon, Surat Thani, Trang, Ubon Ratchathani, Udon Thani, Yancheng, Zhengzhou |
| NokScoot               | Nanjing, Osaka-Kansai, Qingdao, Shenyang, Tajpej-Taiwan Taoyuan, Tiencin, Tokio-Narita, Xi’an |
| Philippine Airlines    | Manila |
| Scoot                  | Osaka-Kansai, Singapur-Changi, Tokio-Narita |
| Thai AirAsia           | Bengaluru, Bhubaneswar (od 6 grudnia 2018), Buri Ram, Changsha, Chengdu, Chiang Mai, Chiang Rai, Chongqing, Chumphon, Ćennaj, Đà Nẵng, Denpasar, Gaya (od 3 grudnia 2018), Guangzhou, Hangzhou, Hat Yai, Ho Chi Minh, Hongkong, Hanoi, Jaipur, Jieyang, Johor Bahru-Senai, Khon Kaen, Koczin, Kolkata, Kolombo (od 14 grudnia 2018), Kota Kinabalu, Krabi, Kuala Lumpur, Kunming, Loei, Luang Prabang, Makau, Male, Mandalaj, Nakhon Phanom, Nakhon Si Thammarat, Nan, Nanjing, Narathiwat, Ningbo-Lishe, Penang, Phitsanulok, Phnom Penh, Phuket, Rangun, Ranong, Roi Et, Sakon Nakhon, Shenzhen, Siem Reap, Singapur-Changi, Surat Thani, Trang, Ubon Ratchathani, Udon Thani, Visakhapatnam (od 7 grudnia 2018), Wientian-Wattay, Wuhan, Xi’an |
| Thai AirAsia X         | Nagoja-Chubu, Osaka-Kansai, Sapporo-Chitose, Seul-Inczon, Szanghaj-Pudong, Tokio-Narita |
| Thai Lion Air          | Changsha, Changzhou, Chengdu, Chiang Mai, Chiang Rai, Chongqing, Dhaka, Dżakarta-Soekarno-Hatta, Guangzhou, Hangzhou, Hanoi, Hat Yai, Jinan, Katmandu, Khon Kaen, Kolombo, Krabi, Mumbaj, Nakhon Si Thammarat, Nanchang, Nanjing, Ningbo-Lishe, Phitsanulok, Phuket, Rangun, Sanya-Phoenix (od 1 grudnia 2018), Shenzhen, Singapur-Changi, Surat Thani, Szanghaj-Pudong, Tajpej-Taiwan Taoyuan, Tiencin, Tokio-Narita (od 7 grudnia 2018), Trang, Ubon Ratchathani, Wuhan, Wuxi, Xi’an, Zhengzhou |
| Tigerair Taiwan        | Tajpej-Taiwan Taoyuan |